# Acetonazin
Acetonazin je organická sloučenina, nejjednodušší ketazin. Jedná se o významný meziprodukt při některých metodách výroby hydrazinu.

## Výroba
Viz také:Peroxidový proces
Acetonazin lze připravit z acetonu a hydrazinu.
2 (CH3)2CO + N2H4 → 2 H2O + [(CH3)2C=N]2
Lze jej také získat z acetonu, amoniaku a peroxidu vodíku. Prvním krokem je tvorba acetoniminu, Me2C=NH; ten se následně oxiduje peroxidem vodíku na 3,3-dimethyloxaziridin, jenž následně reaguje s další molekulou amoniaku na acetonhydrazon. Hydrazon následně zkondenzuje s druhou molekulou acetonu za vzniku azinu. Acetonazin se z reakční směsi oddestiluje ve formě azeotropní směsi s vodou.(n(H2O)/n(azin) ≈ 6).

## Reakce
Acetonazin se dá použít k přípravě acetonhydrazonu a 2-diazopropanu:
Hydrazin je možné získat kysele katalyzovanou hydrtolýzou acetonazinu:
2 H2O + [(CH3)2C=N]2 → 2 (CH3)2CO + N2H4